# 1319
1319 (MCCCXIX) a fost un an obișnuit al calendarului iulian, care a început într-o zi de miercuri.

## Evenimente
- 28 ianuarie: Regele Robert al Neapolelui este învestit cu senioria orașului Brescia, oraș amenințat de Cangrande della Scala, senior al Veronei și de Matteo Visconti, seniorul Milanului.
- 5 februarie: Lovitură de stat a ghibelinilor la Genova.
- 8 iulie: Se realizează unificarea Norvegia și Suediei, sub regele Magnus al VI-lea, minor.
- 27 iulie: Republica Genova este asediată de ghibelini pe mare și pe uscat.
- 14 august: La moartea lui Valdemar, ultimul reprezentant al dinastiei Ascaniene în Brandenburg, Ioan I de Luxemburg intră în posesia provinciei Lusacia Superioară.

### Nedatate
- noiembrie: Trupele guelfilor conduse de Giberto da Coreggio, trimise de regele Robert de Neapole, cuceresc Cremona.

## Nașteri
- 16 aprilie: Ioan al II-lea, rege al Franței (d. 1364)
- 5 septembrie: Petru al V-lea, rege al Aragonului (d. 1387)
- Bernabò Visconti, senior de Milano (d. 1385)
- Carol, duce de Bretania (d. 1364)
- Murad I, sultan otoman (d. 1389)
- Stefan al II-lea, duce de Bavaria (d. 1375)

## Decese
- 8 mai: Haakon al V-lea, rege al Norvegiei (n. 1270)
- 12 august: Rudolf I, duce de Bavaria (n. 1276)
- 14 august: Valdemar, margraf de Brandenburg-Stendal (n. 1280?)
- 1 noiembrie: Uguccione della Faggiuola, condotier italian (n. 1250?)
- 13 noiembrie: Eric al VI-lea, rege al Danemarcei (n. 1274)

- Guan Daosheng, pictor și poet chinez (n. 1262)
- Kamāl al-Dīn al-Fārisī, om de știință persan (n. 1267)
- Marchetto din Padova, compozitor italian (n. 1274)
- Remigio dei Girolami, teolog italian (n. 1235?)

## Înscăunări
- 28 iunie: Magnus al VII-lea, ca rege al Norvegiei (1319-1343)
- 8 iulie: Magnus al VII-lea, ca rege al Suediei (1319-1365)